# 丰特武雷瓦
丰特武雷瓦，是西班牙卡斯蒂利亚-莱昂布尔戈斯省的一个市镇。总面积9平方公里，总人口71人（2001年），人口密度8人/平方公里。